# 波特蘭堂區
波特蘭堂區（英語：Portland Parish）是牙買加東北岸的一個堂區，位於聖托馬斯堂區以北，薩里郡的聖瑪麗堂區以東，首府安東尼奧港。波特蘭是牙買加的郊區之一，以海灘聞名。

## 歷史
安東尼奧港在16世紀由西班牙人發現，「波特蘭」的得名源於兩大區──聖喬治及聖托馬斯部分地區的合併。18世紀，波特蘭是大英帝國的海軍據點，時至今日，不少英國建築仍可見於該區的廣場。聖公宗石教堂建於1840年。DeMontevin旅舍建於1881年，現為Titchfield半島一間著名賓館。建於1729的喬治堡（Fort George），其大砲俯瞰著港灣。Titchfield半島亦是Titchfield學校的根據地，於1785年創校，是加勒比海地區歷史最悠久、最有地立的私立中學之一。該校位於喬治堡。
非洲奴隸工人種植甘蔗和咖啡的時期，很多奴隸通過策劃叛亂成功逃到多山的內陸。他們在數量上遠超過白人僱主（比例是10比1）。波特蘭堂區原來是人口稀少的，及至1723年，總督向白人新教徒和黑白混血兒提供免費土地，印第安人和黑人開始到這裏定居。此舉似乎用以吸引更多英國人，但是逃亡到藍山和John Crow山居住的黑奴決定不讓英國人接管該區。
1730年代，一連串戰役發生。隨着「逃亡黑人保姆」（Nanny of the Maroon）對英國人和逃亡黑奴拓居地的統治，雙方在1739年簽訂條約停戰。「逃亡黑人保姆」後來成為牙買加首位兼唯一的國家英雄。
旅遊業亦是波特蘭堂區發展不可或缺的一環。隨着香蕉出口，商業在19世紀中期開展起來。首府安東尼奧港，以「世界香蕉之都」聞名。實際上，牙買加的旅遊業發源於此，從美國波士頓回航的香蕉船為牙買加帶來首批遊客。影星埃羅爾·弗林亦進動了本地經濟。一次旅行中，他的遊艇被惡劣天氣沖上岸，然後愛上了這個地區。他在離岸不遠的海軍島（Navy Island）購買了房產，用來招待他的荷里活朋友。

## 地理及人口
波特蘭堂區位於北緯18°10'，西經75°27'。該堂區由藍山的最高峰（海拔2,256米）延伸至北岸。而且，當地土地肥沃，景色怡人，海灘優美。該堂區位於東北信風的直達路徑，其以南的藍山山脊阻隔了濕氣，引致該堂區的降雨量是全島最多的。安東尼奧港是波特蘭的首府兼主要城鎮，有兩個海港，西面那個受一個名為海軍島的小島保護。波特蘭佔地814平方公里，是牙買加第七大堂區。
波特蘭堂區有各種複雜地形。洞穴、海灣、河流、瀑布和小山分佈在整條海岸線。十四個洞穴散見於黃皮灣、橘子灣、希望灣、安東尼奧港、波士頓灣、長灣、Innis灣和Nonsuch。另外，十七條河流組成了貫穿區的網狀系統。最大的河流是Rio Grande、黃皮灣和Hectors河。
波特蘭人口約有82,000人，當中15,000人住在首府。黑人佔89.8%，白人佔1.2%，亞裔佔5.3%，混血種族佔2.6%，其他佔1.1%。

## 商業

### 農業
波特蘭堂區是主要生產香蕉、椰子、麵包果、咖啡、芒果和阿開木果，用作內銷和出口。波特蘭沿岸一帶有最肥沃的土地，適合各種耕作，很多國內作物在此出產。製造業是當地經濟的一小部分，約有18間工廠。

### 旅遊業
波特蘭仍然有錢人的是度假勝地，不少人在這裏擁有房產。旅遊設施有Trident別墅及酒店、牙買加王宮、龍灣別墅、Goblin山酒店、牙買加山頂、Fern山會所、仿聲鳥山等，豐儉由人。現在，波特蘭加強推廣生態旅遊，因為有關方面最有利當地的發展。

#### 景點

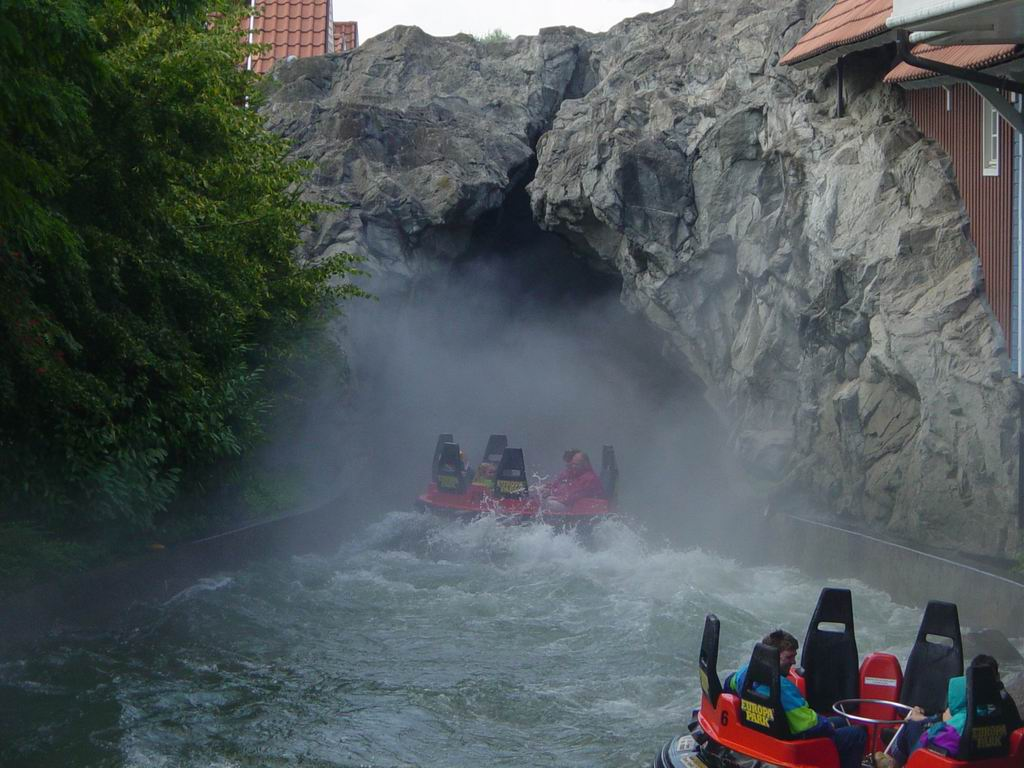
Rio Grande河上的飄筏運動

由於自然景觀得天獨厚，波特蘭堂區的旅遊業頗興盛。這裏有優美的海灘，如法國人灣、波士頓、Winifred及龍灣。有名的藍山及世界知名的藍潟湖亦位於波特蘭堂區。藍潟湖據信是死火山的火山口，幾乎是一個內陸小海灣，水深約55米（180英尺）。Rio Grande河上的飄筏運動亦是一項旅遊特色。
Boston Jerk Centre是波特蘭一個地區，其肉乾食品遠近馳名，如雞乾、魚乾和豬肉乾。乾肉食品由牙買加乾肉香料配製而成。

### 其他活動
- 製片業可追溯至1950年代初，超過782部電影在波特蘭製作。兩部最著名的電影分別是1954年的《海底兩萬里》（美國華特迪士尼出品）及1972年的《不速之客（The Harder They Come，Vista Productions Ja.出品）。《雞尾酒》（Cocktail）中，湯姆·克魯斯在龍灣海灘的一間酒吧拍攝。《蒼蠅王》早期的電影版本大部分在法國人灣取景。

## 地方

### 城鎮
- Cattawood Springs
- Nanny鎮（英语：Nanny Town）
- 安東尼奧港，首府

### 河流
- Rio Grande（英语：Rio Grande (Jamaica)）

### 島嶼
- 海軍島

### 海灘
- 波士頓海灘
- 長灣海灘
- 法國人灣

## 外部連結
- 波特蘭堂區概況 （页面存档备份，存于）
- 牙買加政治地理 （页面存档备份，存于）
- 歷史 （页面存档备份，存于）

1. ↑  . Statistical Institute of Jamaica.   [16 September 2015]. （原始内容存档于2015-09-23）.